# Landgraviato de Hesse-Rotenburg

Escudo de Hesse-Rotenburg.

Hesse-Rotenburg fue un antiguo Landgraviato alemán creado del Landgraviato de Hesse-Kassel en 1627. La independencia finalizó en 1834 cuando los estados que no fueron legados a los príncipes Víctor y Chlodwig de Hohenlohe-Waldenburg-Schillingsfurst fueron reunificados con Hesse-Kassel.

## Historia
La línea de Hesse-Kassel (o Hesse-Cassel) fue fundada por Guillermo IV, llamado el Sabio, el mayor de los hijos de Felipe el Magnánimo. Tras la muerte de su padre en 1567 recibió una mitad de Hesse, con Kassel como su capital; y esto formó el Landgraviato de Hesse-Kassel. Se le añadieron nuevos territorios por herencia de las posesiones de su hermano. Su hermano Mauricio el Iluminado (1572-1632) fue Landgrave de Hesse-Kassel desde 1592 hasta 1627. Mauricio se convirtió al protestantismo en 1605, viéndose involucrado más tarde en la Guerra de los Treinta Años y, después de ser obligado a ceder parte de sus territorios a la Línea de Darmstadt, abdicó en 1627 en favor de su hijo Guillermo V (1602-1637). Sus hijos menores recibieron por herencia dependencias que crearon varias líneas cadetes de la casa (Hesse-Rotenburg, Hesse-Eschwege y Hesse-Rheinfels), de cuyas uniones posteriores sobrevivió Hesse-Rheinfels-Rotenburg hasta 1834.
En 1627 Ernesto (1623-1693), un hijo menor de Mauricio, Landgrave de Hesse-Kassel, recibió en herencia Rheinfels y el bajo Katzenelnbogen y algunos años más tarde, a la muerte de sus dos hermanos, Federico, Landgrave de Hesse-Eschwege (1617-1655) y Herman, Landgrave de Hesse-Rotenburg (1607-1658), añadió Eschwege, Rotenburg, Wanfried y otros distritos a sus posesiones. Ernesto, que se había convertido al catolicismo, fue un gran viajante y un prolífico escritor. Hacia 1700 dividió sus territorios entre sus dos hijos, Guillermo (m. 1725) y Carlos (m. 1711), y fundó las familias de Hesse-Rotenburg y Hesse-Wanfried. La última de las familia se extinguió en 1755, cuando el nieto de Guillermo, Constantino (m. 1778), reunificó los territorios excepto Rheinfels, que había sido adquirido por Hesse-Kassel en 1735, y los gobernó como Landgrave de Hesse-Rotenburg.
Por la paz de Lunéville en 1801, la parte del landgraviato en la margen izquierda del Rin se rindió a Francia, y en 1815 otras partes fueron cedidas a Prusia, recibiendo a cambio el landgrave Víctor Amadeo la abadía de Corvey y el ducado silesiano de Ratibor. Víctor fue el último miembro varón de su familia. Así, con el consentimiento de Prusia, legó sus estados alodiales a sus sobrinos príncipes Víctor y Chlodwig de Hohenlohe-Waldenburg-Schillingsfurst. Cuando el landgrave murió el 12 de noviembre de 1834, las partes restantes de Hesse-Rotenburg fueron unificadas con Hesse-Kassel según el acuerdo de 1627. Puede destacarse que Hesse-Rotenburg nunca fue completamente independiente de Hesse-Kassel. Quizás el miembro más famoso de esta familia fuera Carlos Constantino (1752-1821), un hijo menor del Landgrave  Constantino, que tomó parte en la Revolución Francesa bajo el nombre de Citoyen Hesse.

## Lista de landgraves
- Herman IV, Landgrave de Hesse-Rotenburg (Hessen-Rotenberg 1627-1658)
- Ernesto, Landgrave de Hesse-Rheinfels (1627-1658), Landgrave de Hesse-Rheinfels-Rotenberg (1658-1693).[4]
- Guillermo, Landgrave de Hesse-Rotenburg (1693-1725).[5]
- Ernesto Leopoldo, Landgrave de Hesse-Rheinfels-Rotenburg 1725-1749
  - José, Príncipe Heredero de Hesse-Rheinfels-Rotenburg
- Constantino, Landgrave de Hesse-Rheinfels-Rotenburg (1749-1754),[6] Landgrave de Hesse-Rotenburg 1754-1778
- Carlos Emanuel, Landgrave de Hesse-Rotenburg 1778-1812
- Víctor Amadeo, Landgrave de Hesse-Rotenburg 1812-1834

## Otras lecturas
- Köbler, Gerhard (2007). Historisches Lexikon der Deutschen Länder: die deutschen Territorien vom Mittelalter bis zur Gegenwart (7 edición). C.H.Beck. pp. 279. ISBN 3-406-54986-1.